# Dictionarium quinque nobilissimarum Europae linguarum, latinae, italicae, germanicae, dalmaticae et ungaricae
Dictionarium quinque nobilissimarum Europae linguarum, latinae, italicae, germanicae, dalmaticae et ungaricae u prijevodu: Rječnik pet najuglednijih europskih jezika, najvažnije je djelo Fausta Vrančića iz 1595. godine.

## Opis
Rječnik je posvećen Španjolcu Alfonsu Carrillu, provincijalu austrijske isusovačke provincije.
Knjiga je mali kvart-format, ima 6 predgovornih stranica i 128 stranica rječnika. Prema Putančevu izračunu, hrvatskih riječi ima oko 3800. Na posljednjih šest stranica donosi na pet jezika tekstove Deset Božjih zapovijedi, Vjerovanja, Očenaša i Zdravo Marije.
Taj se rječnik može smatrati pravim početkom hrvatske leksikografije. Iako je hrvatski stupac (dalmaticae) na četvrtom mjestu, rječnik je važan za proučavanje hrvatskoga leksika Vrančićeva doba. Narječna podloga rječnika je čakavska s ikavskom zamjenom jata, na koju se naslojavaju elementi štokavskoga. Obično se ističu kao štokavski elementi ograničeni primjeri s ijekavizmom, refleks prasl. d' kao đ/j, te naporedna uporaba zamjenica što/ča. Izrazitije je unošenje štokavskih, prvenstveno dubrovačkih leksema u hrvatski niz. Jedan broj leksema potječe iz kajkavskoga narječja (oblok, prikliti, špot…). Najizrazitiji utjecaj kajkavskoga nalazimo u nazivima mjeseci, gdje sičen, traven dolaze s kajkavskom vokalizacijom i kajkavskim značenjem: sičen je jednako veljača, a traven odgovara štokavskom svibanj. Sve to govori da Vrančić ima pred očima narječno neujednačen hrvatski teren i da leksičko blago crpe iz svih narječja. Izvjestan broj riječi dolazi iz crkvenoslavenske tradicije (težati, sobstvo, slovo, dreseliti se). Rječnik je zabilježio i talijanske posuđenice, što je očekivano s obzirom na Vrančićevo podrijetlo.
Klasificirane po značenjskim skupinama, hrvatske se riječi vežu za pojmove religije, crkvene hijerarhije, pomorstvo, život u gradskoj sredini, poljoprivredu, stočarstvo. Zanimljivo je da Vrančić nije u svoj rječnik unosio leksik književnih djela, posebno je nesklon bio petrarkističkom poetskom repertoaru. U rječniku nalazimo i prijedlog reforme latinice. Vrančić je prihvatio grafijsku praksu temeljenu na mađarskim grafijskim rješenjima (cz = /c/, cs = /č/, sz = /s/, te ju kombinirao s tzv. južnim (talijanskim) uzusima, na primjer x=/ž/. Cilj mu je bio ustanoviti grafijski nacrt koji omogućuje jasan i jednoznačan izgovor, odnosno ukloniti iz hrvatske latinice sve grafijsko-pravopisne nedosljednosti i dvomislenosti.
Najozbiljnijim nedostatkom smatra se to što riječi nisu leksikografski obrađene, nego su nanizane u temeljnim oblicima, i to u svim jezicima.
Vrančićev je rječnik posebno popularan bio u Mađarskoj, gdje je u 19. stoljeću doživio novo izdanje. Na temelju Vrančićeva rječnika napravio je mađarsko-talijanski rječnik Hedvig Sulyok i objavio ga u Szegedu 2001. godine. Vrančićev je rječnik poslužio za nastanak mnogih obrata. Tako je npr. rukopisni rječnik koji se atribuira Kašiću, premda autorstvo Kašićevo nije dokazano, hrvatsko-talijanski obrat Vrančićeva rječnika uz dodatak jednoga broja (oko 800) posebnih leksema. Iz Vrančića je crpio i Jakov Mikalja za svoj rječnik Blago jezika slovinskoga (1649./51.).

## Izdanja
- 2. izdanje priredio je u Pragu 1605. godine benediktinac Petr Loderecker, s Vrančićevim dopuštenjem i svesrdnom pomoći,[1] dodavši Vrančićevu nizu od 5 jezika poljski (Polonice) i češki (Bohemice) stupac. U rječničkom materijalu riječi Dalmata, Dalmatia, Dalmatice tumači se kao: Harvat, Harvatska zemlja, Harvatski.[2]
- 3. izdanje objavio je József Török u Bratislavi, 1834. godine.
- 4. izdanje objavio je Liber u Zagrebu, 1971. godine.
- 5. izdanje, Češki slavist Antonín Měšťan pretisnuo je 1984. godine Lodereckerovo sedmojezično izdanje.
- 6. izdanje objavilo je Društvo hrvatskih književnika u Zagrebu, 1990. godine.
- 7. izdanje objavio je Novi Liber u Zagrebu, 1992. godine.[3]

## Vanjske poveznice
- Faust Vrančić: Dictionarium quinque nobilissimarum Europae linguarum, latinae, italicae, germanicae, dalmaticae et ungaricae
- Faust Vrančić: Dictionarium quinque nobilissimarum..., ihjj.hr
- Vrančićev rječnik na internetu, crodip.ffzg.hr
- Dictionarium septem diversarum linguarum, videlicet Latine, Italice, Dalmatice, Bohemice, Polonice, Germanice & Ungarice una cum cuiuslibet linguae registro sive repertorio vernaculo in quo candidus lector sui idiomatis vocabulum facile invenire poterit / singulari studio & industria collectum a Petro Lodereckero Prageno, Bohemo & c., 2. izdanje, digitalna.nsk.hr